# Emma Wetter Slack

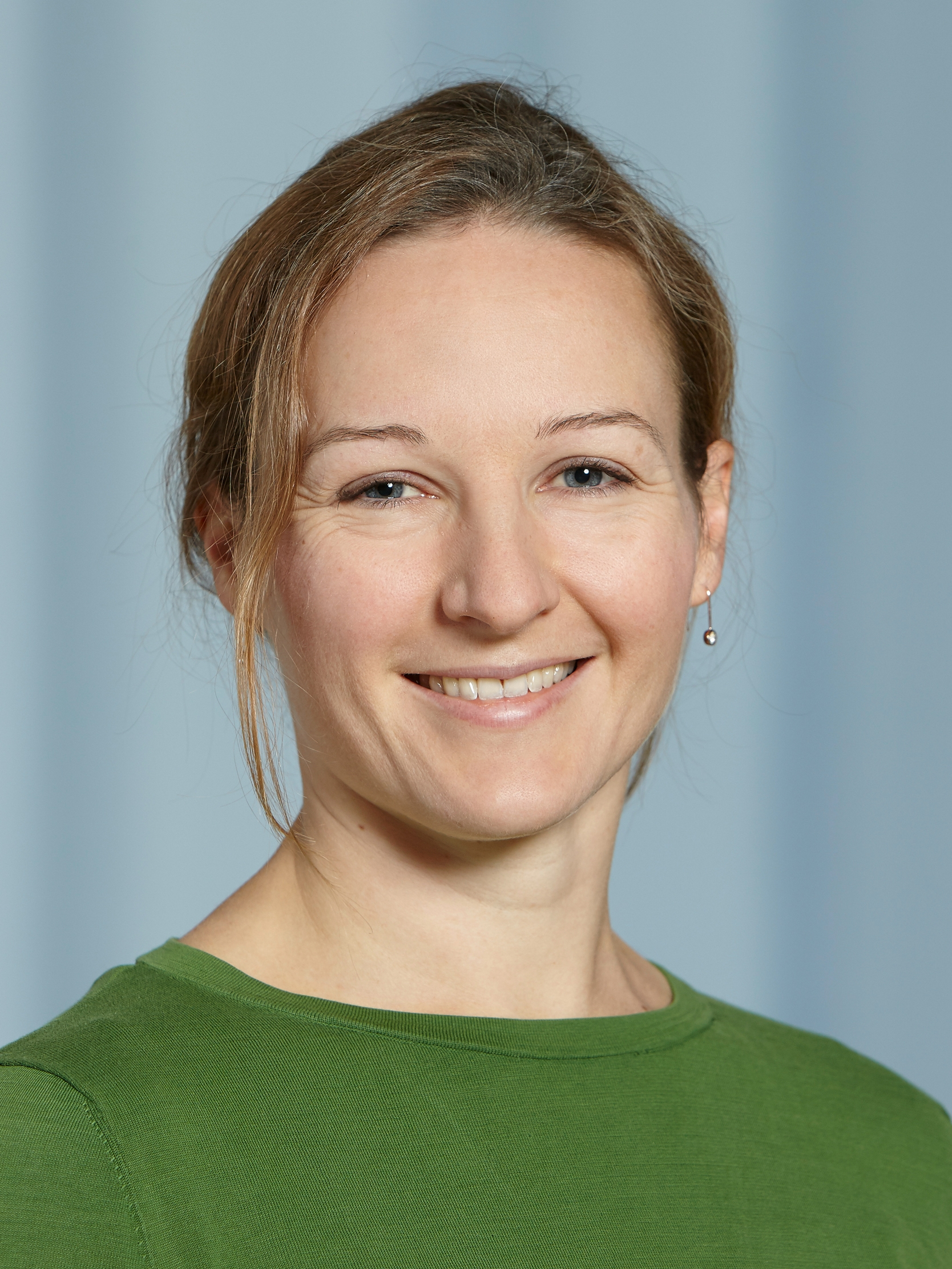
Emma Wetter Slack (2018)

Emma Wetter Slack (* 1981) ist eine britisch-schweizerische Wissenschaftlerin. Seit Juli 2022 ist sie Professorin für Schleimhautimmunologie am Departement für Gesundheitswissenschaften und Technologie (D-HEST) der ETH Zürich.

## Werdegang
Emma Slack studierte Naturwissenschaften an der Universität Cambridge, Vereinigtes Königreich. Ihre Doktorarbeit (2003–2006) schrieb sie bei Caetano Reis e Sousa am London Research Institute (CRUK) und untersuchte die Signalübertragung durch Mustererkennungsrezeptoren. Von 2007 bis 2011 arbeitete sie in der Gruppe von Andrew Macpherson, zunächst an der McMaster University, Hamilton, Ontario, und dann an der Universität Bern. Von 2011 bis 2018 war Emma Ambizione-Stipendiatin (SNF) in der Gruppe von Wolf-Dietrich Hardt an der ETH Zürich. Während dieser Zeit beschäftigte sie sich mit der Funktion der adaptiven Immunität bei der Kontrolle von Darmbakterien. Für ihre Arbeit zum Verständnis des Wirkmechanismus von Darm-Antikörpern erhielt sie den ETH-Latsis-Preis 2017. An der ETH Zürich baute sie die weltweit erste Einrichtung für die Stoffwechsel- und Verhaltensanalyse von Tieren auf, denen die Mikrobiota fehlt oder sehr eingeschränkt ist. Im Jahr 2016 verlieh ihr die ETH Zürich zudem eine Goldene Eule für herausragende Leistungen in der Lehre. Sie wurde zudem mit einem ERC Consolidator Grant 2019 ausgezeichnet.

## Forschung
Ihre Forschungsgruppe Mucosal Immunology arbeitet am Verständnis der mechanistischen Zusammenhänge zwischen Darmbakterien, Immunität und Stoffwechsel, wobei der Schwerpunkt auf der Entwicklung neuer Werkzeuge und Methoden liegt.
Ihre Arbeit umfasst die Entwicklung neuartiger Schleimhautimpfstoffe für die Anwendung in der Human- und Veterinärmedizin sowie die Entwicklung einzigartiger Instrumente für die funktionelle Analyse der Mikrobiota in Tiermodellen. Das Team beschäftigt sich damit, wie Ernährung, Mikrobiota, Stoffwechsel und Immunität bei Gesundheit und Krankheit zusammenwirken. Derzeit ist das Labor von Emma Wetter Slack zu 80 % an der ETH Zürich und zu 20 % in Oxford angesiedelt, wobei die Forschung an beiden Standorten stattfindet.